# Speak Now (Taylor's Version)
Speak Now (Taylor's Version) — третій перезаписаний альбом американської співачки та авторки пісень Тейлор Свіфт, який вийшов 7 липня 2023 року на Republic Records. Це перезапис третього студійного альбому Тейлор — Speak Now (2010) і слідує за її перезаписаними альбомами 2021 року Fearless (Taylor's Version) і Red (Taylor's Version). Перезапис є частиною протидії Свіфт її суперечці про магістра у 2019 році. Альбом було анонсовано 5 травня 2023 року на першому концерті в Нешвіллі в рамках її поточного концертного туру Eras Tour. Це співпраця з американськими рок-групами Fall Out Boy і Hayley Williams.

## Історія створення
Я вперше створила Speak Now, який повністю написала сама, у віці від 18 до 20 років. Пісні, які прийшли з цього періоду мого життя, відзначалися жорстокою чесністю, нефільтрованими щоденниковими зізнаннями та дикою тугою. Мені подобається цей альбом, тому що він розповідає історію про дорослішання, розмахування, політ, падіння…І життя, щоб говорити про це.

— Тейлор Свіфт згадує «Speak Now» у своїх соціальних мережах.
Тейлор Свіфт випустила свій третій студійний альбом Speak Now 25 жовтня 2010 року на лейблі Big Machine Records. Альбом у стилі кантрі-поп і поп-рок Speak Now був повністю написаний Свіфт самостійно та отримав позитивні відгуки музичних критиків. Він був проданий понад 1 047 000 примірників протягом першого тижня в Сполучених Штатах — найбільший перший тиждень в історії для кантрі-виконавця і перший мільйонний тиждень у кар'єрі Свіфт, успіх, який вона повторила ще понад чотири рази. Speak Now потрапив у Книгу рекордів Гіннеса як найшвидше продаваний альбом у США жіночого кантрі-виконавця. На 54-й щорічній церемонії вручення премії «Греммі» (2012) його сингл «Mean» отримав нагороди за найкраще соло-виконання та найкращу пісню в стилі кантрі.

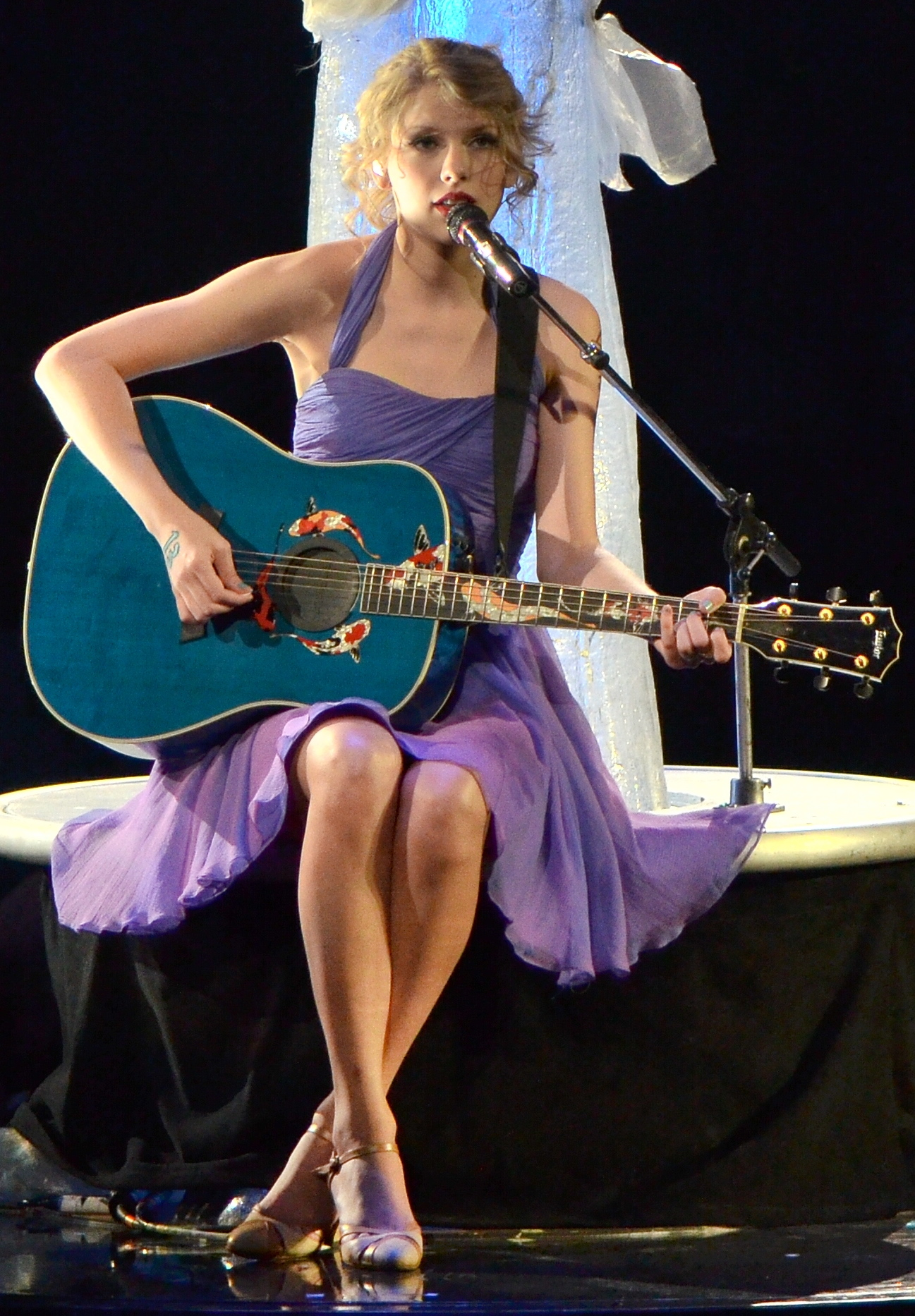
Тейлор Свіфт під час світового туру Speak Now (2011—2012)

Тейлор Свіфт випустила ще три студійні альбоми під Big Machine відповідно до її контракту на запис, який закінчився в листопаді 2018 року. Тому вона вийшла з Big Machine і підписала нову угоду з Republic Records, яка забезпечила їй права на володіння майстрами будь-якої нової музики, яку вона випускала. У 2019 році американський бізнесмен Скутер Браун придбав Big Machine; право власності на перші шість студійних альбомів Свіфт, включаючи Speak Now, перейшло до нього. У серпні 2019 року Свіфт засудила покупку Брауна та оголосила, що перезапише свої перші шість студійних альбомів, щоб оволодіти їх майстерами. Тейлор Свіфт почала процес перезапису в листопаді 2020 року. Fearless (Taylor's Version), перший із шести її перезаписаних альбомів, вийшов 9 квітня 2021 року, а потім Red (Taylor's Version) 12 листопада 2021 року; обидва досягли критичного та комерційного успіху, дебютувавши на вершині американського чарту Billboard 200.
Припущення про те, що наступним перезаписаним альбомом Свіфт стане Speak Now, виникли ще в листопаді 2021 року, коли вона випустила Red (Taylor's Version), посилаючись на ключові слова епохи 2010 року в публікаціях у соціальних мережах. Музичні кліпи на «Bejeweled» і «Lavender Haze», вийшли у 2022 і 2023 роках відповідно, містили численні пасхалки, які згадували про Speak Now. Теорії шанувальників посилилися після початку концертного туру Свіфт у 2023 році, Eras Tour: різнокольорові браслети, які отримували учасники, блимали фіолетовим наприкінці концерту, Свіфт натякнула на перевидання під час виконання «Speak Now», а потім використала емодзі фіолетового серця в соціальних мережах за кілька днів до оголошення.
5 травня 2023 року, під час першого туру Eras Tour в Нешвіллі, Тейлор Свіфт оголосила про Speak Now (Taylor's Version) як про свій наступний перезаписаний альбом, який заплановано випустити 7 липня. Оголошення виступало як вступ до однієї з її «пісень-сюрпризів», акустичної версії другого треку альбому «Sparks Fly»; вогні вздовж пішохідного мосту Джона Сейгенталера стали фіолетовими. Згодом вона розповіла у своїх публікаціях у соціальних мережах: «Я люблю цей альбом, тому що він розповідає історію про дорослішання, розмахування, польоти, падіння…і життя, щоб говорити про це». Свіфт підкреслила труднощі, з якими вона зіткнулася у своєму житті під час написання альбому, серед яких «жорстока чесність, невідфільтровані щоденникові зізнання та дика туга».

## Реліз
Реліз Speak Now (Taylor's Version) стався 7 липня 2023 року, що зробив його третім перезаписаним альбомом Тейлор Свіфт. Перезапис «If This Was a Movie», однієї з трьох розкішних пісень з оригінального альбому, вийшов як рекламний сингл і ввійшов до потокової компіляції Fearless (Taylor's Version) 17 березня 2023 року. Вінілове видання Speak Now (Taylor's Version) — це набір із трьох мармурових фіолетових платівок. Також вийде ексклюзивний бузковий мармуровий вініл Target, а також мармуровий вініл орхідеї.
5 червня 2023 року Свіфт оголосила трек-лист Speak Now (Taylor's Version). Він містить 22 треки: перезаписи 14 оригінальних пісень зі стандартного видання; «Ours» і «Superman», решта двох треків з оригінального розкішного видання; і шість нових пісень «From the Vault», які були написані для альбому 2010 року, але так і не були включені. Американська співачка та авторка пісень Хейлі Вільямс (солістка рок-гурту Paramore зі штату Теннессі) та чиказький рок-гурт Fall Out Boy, на яких Свіфт посилалася як на авторитетів, що вплинули на її лірику під час написаня «Speak Now», представлені на треках склепу «Electric Touch» та «Castles Crumbling».

### Піратство
9 червня 2023 року французька газета Ouest-France повідомила, що тимчасового робітника з Ле-Мана, Франція, заарештували за крадіжку 10 вінілових платівок Speak Now (Taylor's Version) зі складу та продаж їх на Leboncoin, веб-сайті оголошень; дві копії альбому були продані по 25€ кожна, після чого він підійняв вартість до €50 за одиницю. Робітник, який раніше був 24 рази судимий за крадіжки, пошкодження, торгівлю наркотиками, шахрайство та інші злочини, був засуджений до восьми місяців ув'язнення. Прокурор заявив, що в нього було вилучено лише вісім непроданих платівок, тоді як місцезнаходження проданих копій невідоме, що створює загрозу витоку в Інтернеті, і, отже, осіб, які володіють цими платівками, просять повернути їх владі, щоб уникнути розкриття, хто винний у приховуванні.

## Трек-лист
Автор музики і слів – Тейлор Свіфт. 
| Speak Now (Taylor's Version) | Speak Now (Taylor's Version)                    | Speak Now (Taylor's Version) |
| #                            | Назва                                           | Тривалість                   |
| ---------------------------- | ----------------------------------------------- | ---------------------------- |
| 1.                           | «Mine»                                          | 3:56                         |
| 2.                           | «Sparks Fly»                                    |                              |
| 3.                           | «Back to December»                              |                              |
| 4.                           | «Speak Now»                                     |                              |
| 5.                           | «Dear John»                                     |                              |
| 6.                           | «Mean»                                          |                              |
| 7.                           | «The Story of Us»                               |                              |
| 8.                           | «Never Grow Up»                                 |                              |
| 9.                           | «Enchanted»                                     |                              |
| 10.                          | «Better than Revenge»                           |                              |
| 11.                          | «Innocent»                                      |                              |
| 12.                          | «Haunted»                                       |                              |
| 13.                          | «Last Kiss»                                     |                              |
| 14.                          | «Long Live»                                     |                              |
| 15.                          | «Ours»                                          |                              |
| 16.                          | «Superman»                                      |                              |
| 17.                          | «Electric Touch» (featuring Fall Out Boy)       |                              |
| 18.                          | «When Emma Falls in Love»                       |                              |
| 19.                          | «I Can See You»                                 |                              |
| 20.                          | «Castles Crumbling» (featuring Hayley Williams) |                              |
| 21.                          | «Foolish One»                                   |                              |
| 22.                          | «Timeless»                                      |                              |
| 1 час 44 минут               |                                                 |                              |

## Історія випуску
| Регіон    | Дата           | Формат(и)                                        | Лейбл    | Прим.  |
| --------- | -------------- | ------------------------------------------------ | -------- | ------ |
| Весь світ | 7 липня 2023 р | Касета CD цифрове завантаження стримінг вініл LP | Republic | [ 32 ] |